# Merychippus
Merychippus es un género extinto de équido que vivió entre hace 15.9–10.3 millones de años en América del Norte. Tenía tres dedos en cada pata y es el primer équido que se sabe era un pastador.

## Historia taxonómica

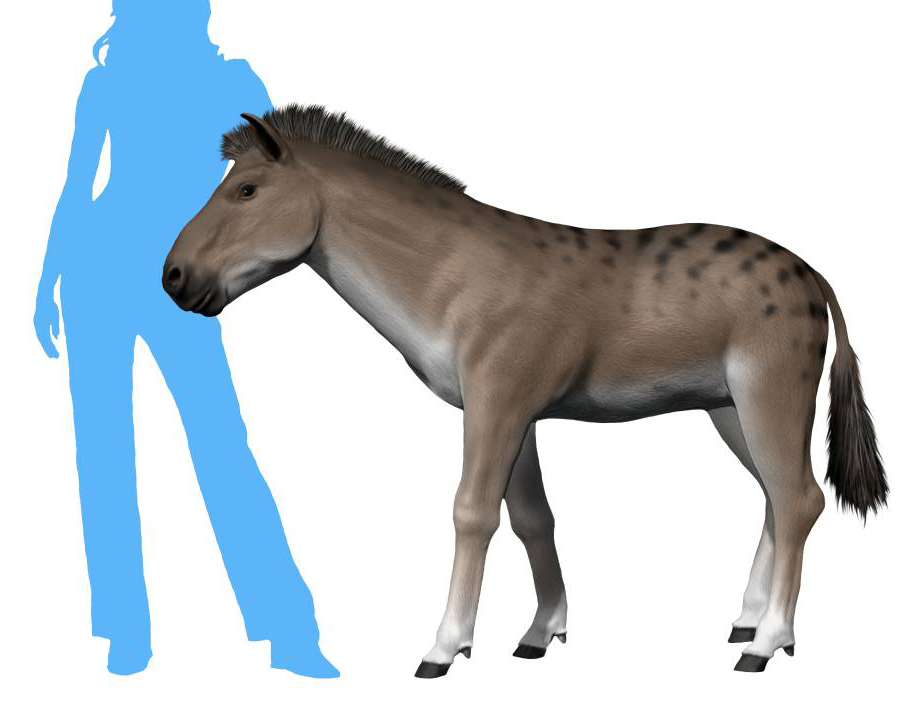
Recreación artística de Merychippus insignis.

Merychippus fue nombrado por Joseph Leidy (1856). Numerosos autores al cambiar el siglo situaron la especie tipo en Protohippus, pero esto fue ignorado. La especie tipo es Merychippus insignis. Esta fue asignada a Equidae por Leidy (1856) y Carroll (1988); y a Equinae por MacFadden (1998) y Bravo-Cuevas y Ferrusquía-Villafranca (2006). Su nombre significa "caballo rumiante", aunque la evidencia no apoya que Merychippus realmente rumiara.

## Descripción

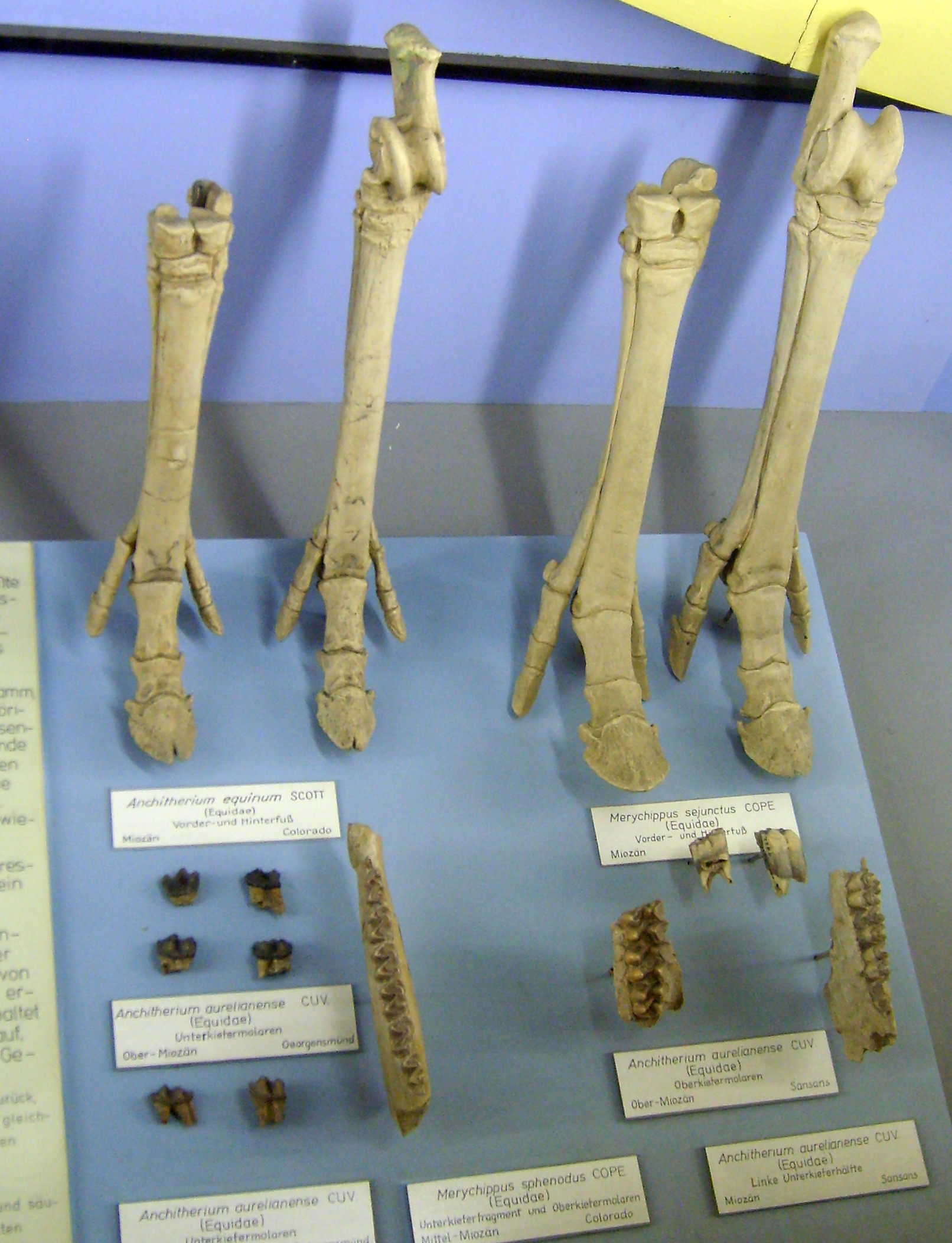
Manos y pies de M. sejunctus (derecha) y fragmento de mandíbula de M. sphenodus.

Merychippus viviría en manadas, y tenía una altura de 89 centímetros y en su época era el equino más alto que se conoce. Tenía el hocico más largo, la mandíbula más profunda, los ojos más amplios que cualquier caballo hasta la fecha. Su cerebro también fue mucho mayor haciéndolo más inteligente y ágil, y fue el primero en tener la cabeza distintiva de los caballos actuales.
El pie se hallaba apoyado enteramente por ligamentos, y el dedo medio desarrolló una pezuña que carecía de almohadilla en su parte inferior. En algunas especies de Merychippus, los dedos laterales eran grandes, mientras que en otras se habían vuelto más pequeños y solo tocaban el suelo al correr. Sus dientes eran como los de Parahippus, mientras que la cresta extra que era variable en Miohippus, se volvió permanente en Merychippus, y en los demás dientes se empiezan a formar unas series de crestas altas con mayores coronas.

### Masa corporal
Cuatro especímenes fueron examinados por M. Mendoza, C. M. Janis y P. Palmqvist para determinar su masa corporal. Estos son sus resultados:
- Espécimen 1: 164.7 kg
- Espécimen 2: 106.4 kg
- Espécimen 3: 58.9 kg
- Espécimen 4: 17.2 kg

## Clasificación

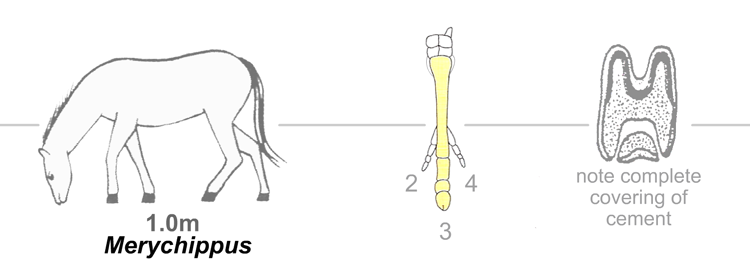
Ilustración.

A fines de la época del Mioceno, Merychippus era uno de los primeros mamíferos pastadores corredores. Le dio origen al menos a diecinueve especies diferentes de pastadores, los cuales pueden categorizarse en tres grupos principales. Este pulso de diversificación es conocido frecuentemente como la "radiación meriquipina.": 
El primer grupo lo constituyen las especies de hiparioninos, que son pastadores de 3 dedos y se dividen en 4 géneros y 16 especies, incluyendo formas de tamaño grandes y pequeñas y además ramoneadores con fosas faciales grandes y elaboradas. El segundo grupo son caballos pequeños, conocidos como los protohipinos que incluyen a los géneros Protohippus y Calippus. El último fue una línea de “equinos verdaderos” que conduce a las especies actuales, en donde sus dedos laterales eran más pequeños que las de otros proto-caballos, llegándose finalmente a perder en los géneros más avanzados como resultado del desarrollo de ligamentos laterales que ayudan a estabilizar el dedo medio durante la carrera.